# گورستان جوزدر ۱
قبرستان جوزدر ۱ مربوط به سده‌های اولیه دوران‌های تاریخی پس از اسلام است و در شهرستان کنارک، بخش زرآباد، دهستان غربی، ۵۰ کیلومتری شمال غرب جهلو، ۱ کیلومتری غرب جوزدر واقع شده و این اثر در تاریخ ۲۶ اسفند ۱۳۸۷ با شمارهٔ ثبت ۲۵۸۵۱ به‌عنوان یکی از آثار ملی ایران به ثبت رسیده است.